# 穆斯林征服外索克薩尼亞
穆斯林征服外索克薩尼亞是指7世纪和8世纪來自倭马亚王朝和阿拔斯王朝的阿拉伯人征服河中地区，河中地区是指锡尔河與阿姆河之间的土地，河中地区是中亚的一部分，現今乌兹别克斯坦、塔吉克斯坦、哈萨克斯坦和吉尔吉斯斯坦的全部或部分地区位於河中地区。

## 背景
642年，阿拉伯人在纳哈万德战役中獲勝，此後10年間阿拉伯人抵達了中亚，当时他们接連占领锡斯坦和大呼罗珊並征服了萨珊王朝。呼罗珊的首府梅尔夫于651年被阿拉伯人佔領，此時哈里發國的疆域已拓展至阿姆河。當時阿拉伯人將阿姆河以東地區稱之為“河外土地” ，河外土地並不受波斯人此前建立的帝国管理，而且河外土地境內有许多独立的小公国。後來阿拉伯人先後與突厥人(突騎施)和唐朝交戰（怛羅斯戰役），阿拉伯人獲勝後河中地區被徹底伊斯蘭化（至於突厥化則是在13世紀後）。